# Общественный транспорт Северодвинска
Общественный транспорт Северодвинска — система перевозки пассажиров на территории МО «Северодвинск» и связей с его ближайшими населенными пунктами. Представлена преимущественно автотранспортной сетью и, в меньшей степени, железнодорожным пригородным сообщением.

## История

### Железные дороги
Участок Северной ЖД «Исакогорка — Молотовск» был построен в 1930-е годы. Первый поезд пустили 22 ноября 1936 года, однако постоянно эксплуатироваться линия стала лишь с 1942 года. Из-за закрытости Нёноксы не имеется точных данных о годах строительства участка «Северодвинск — Нёнокса», однако делаются предположения, что это было осуществлено в 1950-е годы в связи с созданием полигона испытания межконтинентальных баллистических ракет. Первоначально участок принадлежал Министерству Обороны, однако потом был отдан СЖД.

### Автобусы
Организация автобусного движения в Молотовске была проведена ещё в 1938 году. После распада СССР было организовано единое автотранспортное предприятие, однако из-за долгов оно перестало существовать. До 2024 года перевозку пассажиров осуществляли 3 компании. С 1 июля 2024 года на всех 21 городских автобусных маршрутах работает один перевозчик — ООО «ТК «Рико», входящий в ГК «Ранд-Транс». Для работы на маршрутах компания приобрела 128 автобусов Lotos-105C02.

### Узкоколейная железная дорога
Первый участок Кудемской УЖД был открыт в 1949 году в связи с созданием Северодвинского ЛПХ. Общая протяжённость КУЖД — более 100 км. Возле неё расположились разные дачные посёлки, Белое озеро и Палозеро. Дорога располагается в двух территориальных единицах — в МО «Северодвинск» и Приморском районе.

## Автотранспортная сеть

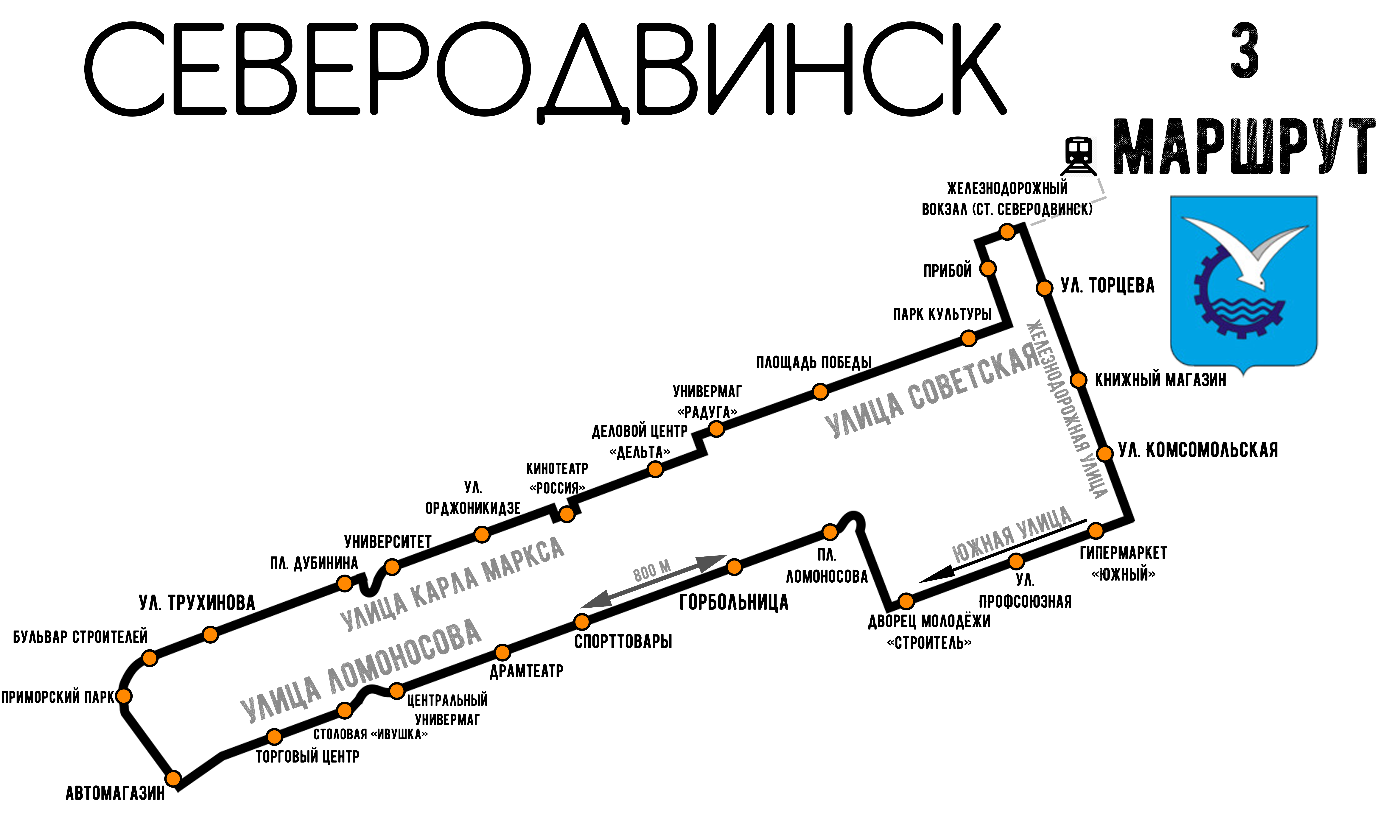
Маршрут № 3

### Городские маршруты
Городской транспорт состоит только из автобусов. Маршруток в городе нет, а все существующие маршруты должны заключить контракт с муниципалитетом на осуществление перевозок по маршруту. В пиковые часы на маршрутах одновременно находится до 122 автобусов. На 2024 год в городе работает 21 маршрут:
- 5 кольцевых: № 3 и № 3А (по часовой и против часовой стрелки), № 18, № 25, № 2 (Ягры);
- 1 на острове Ягры: № 2;
- 8 маршрутов Ягры — «материк»: № 1, № 10, № 15, № 22, № 26, № 27, № 28, № 29;
- 12 «материковых»: № 3, № 3А, № 5, № 7, № 8, № 12, № 13, № 14 (на городское кладбище), № 16, № 17, № 18, № 25.

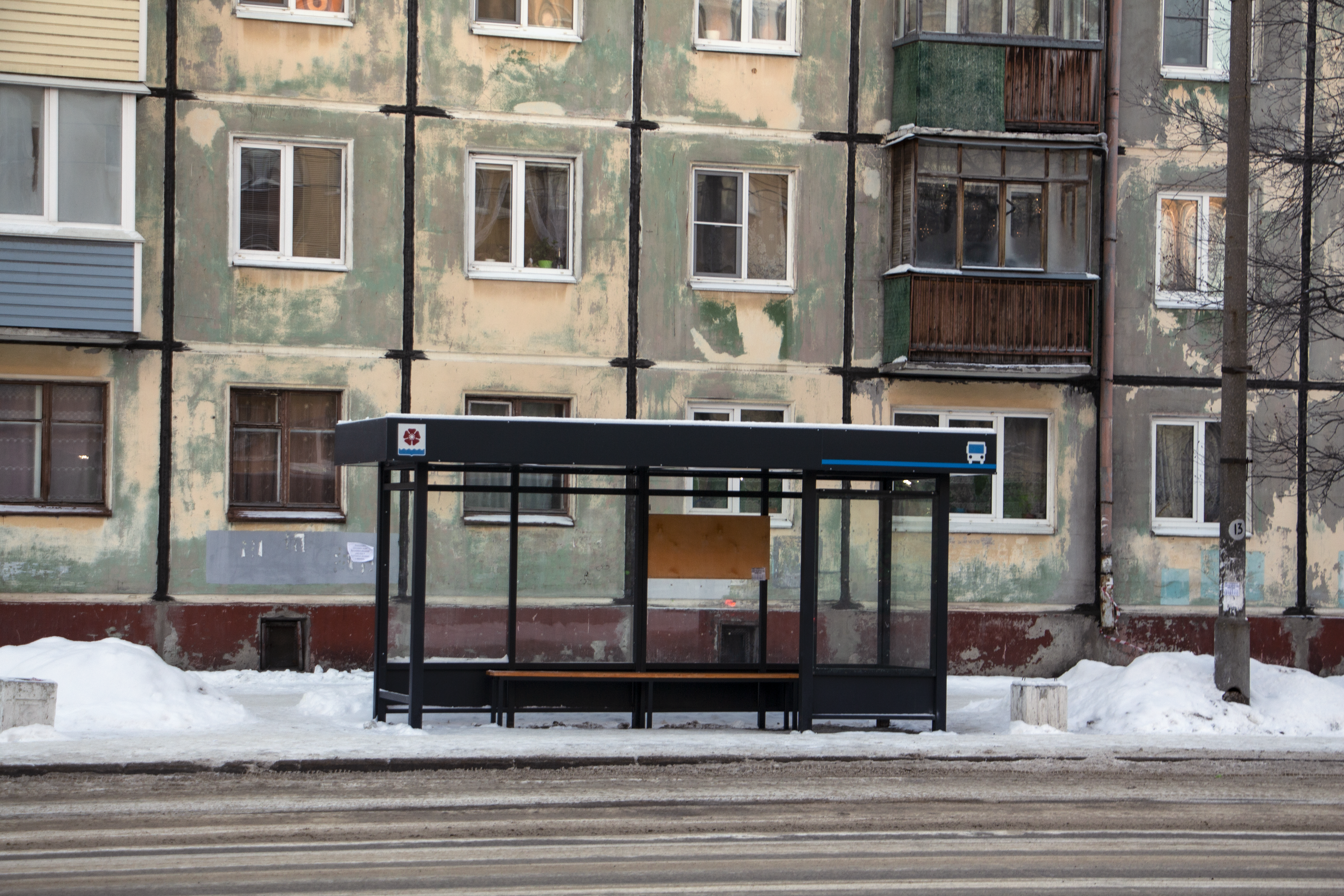
Новая автобусная остановка, улица Карла Маркса

До 1 июля 2024 года городские автобусные маршруты обслуживали три перевозчика:
- ООО «Ресурсавто»: № 7, 12, 16, 17, 18, 25, 103, 104;
- ООО «САТП»: № 1, 3, 3А, 5, 10, 14, 22, 28, 29, 101;
- ООО «СЦПАТП»: № 2, 8, 15, 26, 27.

С 1 июля на всех вышеуказанных маршрутах работает ООО «ТК «Рико».
Стоимость проезда в черте города с 15 ноября 2023 год составляет 40 рублей. Жители Северодвинска старше 70 лет при предъявлении документа имеют право ездить бесплатно. Однако в 2020 году эта льгота была временно отменена во время режима повышенной готовности.

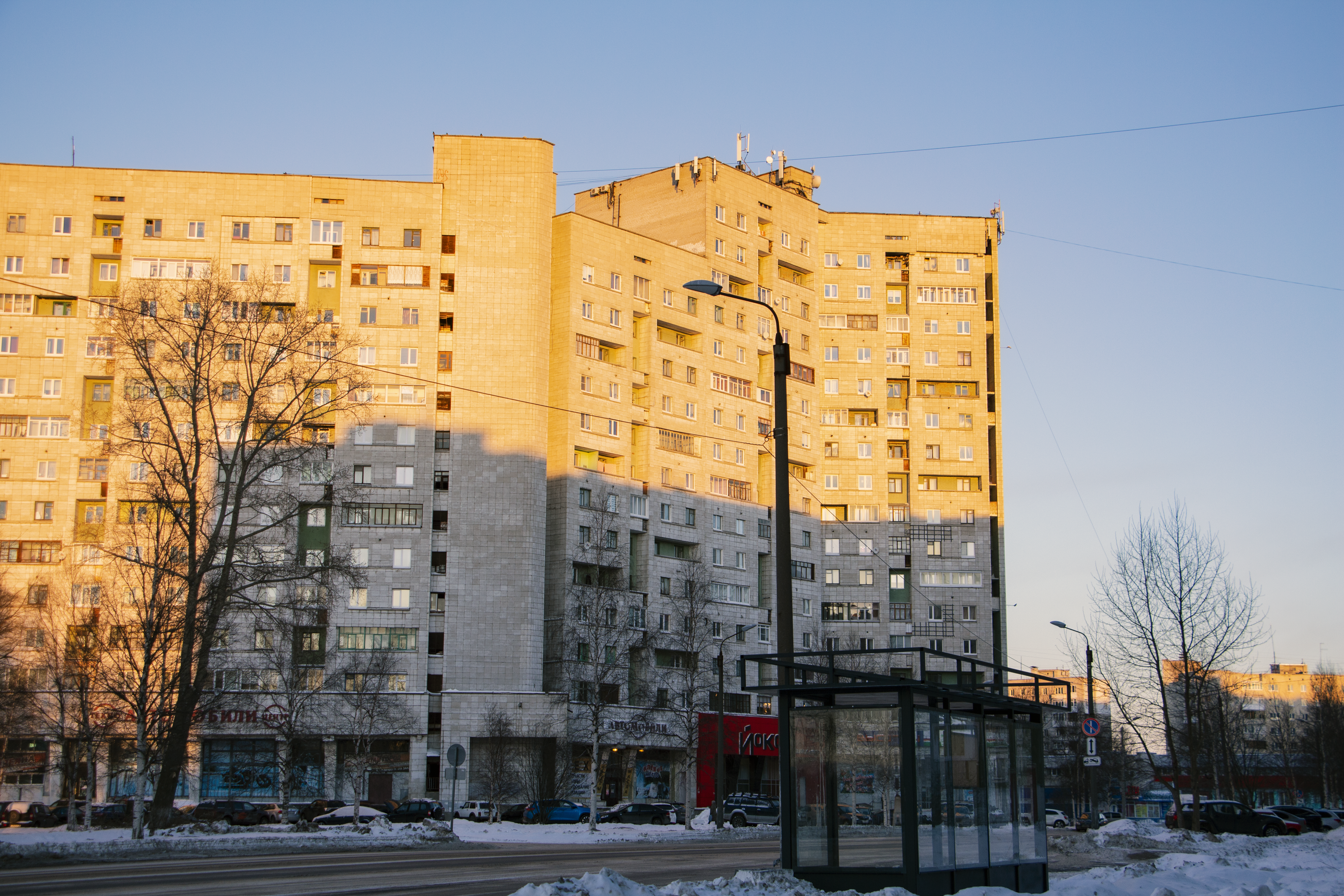
Новая автобусная остановка, улица Ломоносова

Транспортной карты у городского транспорта нет, однако доступна оплата банковской картой через терминал оплаты, которые есть почти в каждом автобусе. Некоторые автобусы можно отслеживать в режиме реального времени через приложение «Умный транспорт» и «Яндекс Карты».
В 2014-2020 годах работавшие на тот момент перевозчики производили постепенную замену старого подвижного состава (состоявшего в основном из ПАЗов) на более новые автобусы МАЗ и «ПАЗ Vector Next». На 2023 год продолжается установка новых прозрачных автобусных остановок.

Гистограмма изменения цены проезда в городских автобусах с 2013 по 2023 год:

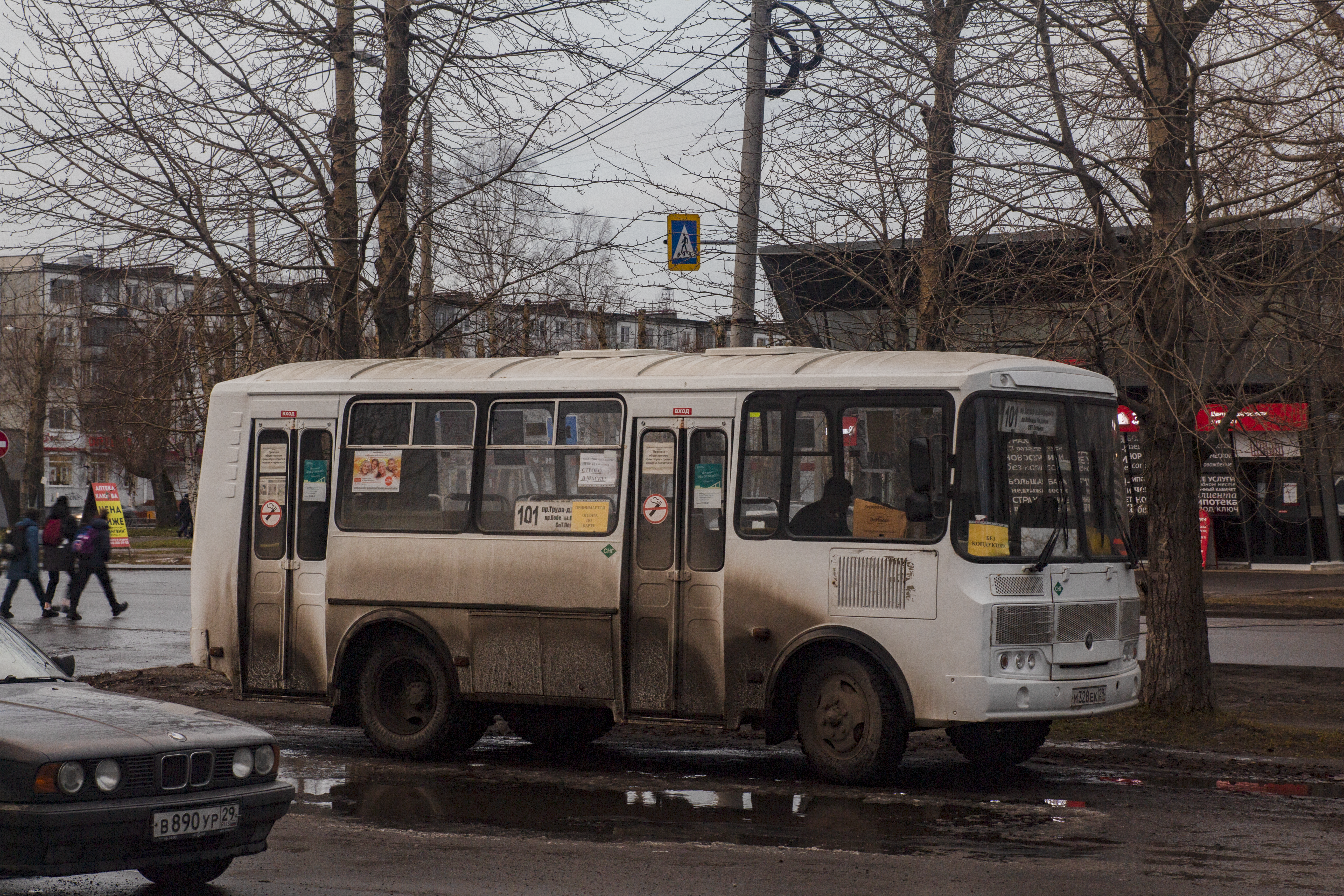
Пригородный автобус ПАЗ-3205 регулярного маршрута № 101

### Пригородные маршруты
Пригородные автобусы являются средством перевозки жителей Северодвинска на дачи и в деревни на территории муниципального образования. Среди них есть:
- маршруты регулярных перевозок: № 101, № 103, № 104;
- иные маршруты: СНТ «Двина», СНТ «Двина-2», СНТ «Медик», СНТ «Север», СНТ «Беломор», СНТ «Уйма», СНТ «Ягринское» и СНТ «Лайское» (с острова Ягры), и другие.

### Междугородние маршруты
Среди междугородних автобусов наиболее популярны № 133, № 138, № 150 (с острова Ягры), которые едут в соседний Архангельск. Также имеется множество автобусов с начальной или конечной остановкой в Северодвинске, но которые набирают или высаживают большинство пассажиров уже в Архангельске. Некоторые такие автобусы едут в или из: Котласа (537), Конецгорья (№ 839-А), Красноборска (№ 810), Емецка (№ 533), Новодвинска (№ 530), Холмогор (№ 532), Березника (№ 534) и так далее.

## Железнодорожная сеть

### Северодвинск—Нёнокса
Поезд в Нёноксу и из Нёноксы ходит два раза в сутки. Стоимость проезда от ст. Северодвинск до ст. Нёнокса — 124 рубля, а время поездки составляет 1 час и 16 минут. Во время штормов или иных неблагоприятных погодных условий поезд может не курсировать по линии.
На сегодняшний день в Нёноксу идёт поезд РА-3, в то время как до 2019 года пригородные вагоны были куда старее, а локомотив — ЧМЭ3-2364. На станции «о.п. 22 км», чтобы проехать до Нёноксы, необходимо предоставить пропуск.

### Северодвинск —Архангельск-город
До 2019 года по «архангельской» ветке пригородный поезд ездил лишь до станции Лайская. С 2019 года два раза в день (кроме воскресенья) от ст. Северодвинск до ст. Архангельск-город ходит пригородный поезд РА-3. Стоимость проезда от начала до конца по состоянию на 2023 год составила 182 рубля (на 12 рублей дороже, чем автобусом), а время поездки — 1 час 50 минут.
В 2019 году годовой пригородный пассажиропоток станции Северодвинск составил 123 тыс. человек. Также железнодорожная линия «Северодвинск — Исакогорка» используется единственным поездом дальнего следования Северодвинск-Москва. Пассажиропоток на этот маршрут в Северодвинске составил 44,4 тыс. человек.

### Водогон — Белое озеро
На сегодняшний день из КУЖД работает лишь участок ст. Водогон — ст. Белое озеро. Станция Водогон располагается на западной окраине Северодвинска, у пересечения с Солзенским шоссе куда можно добраться на пригородных автобусах № 101 и № 103.
Поезда КУЖД (как и остальные поезда Северодвинска, предположительно, из-за того, что изначально в городе ходили только дежурные поезда) принято называть «дежурками». Поезд ходит раз в сутки от Белого озера до Водогона и обратно. Актуальное расписание поездов Кудемской Узкоколейки имеется в одноимённой группе Вконтакте.
По версии журнала «Forbes», КУЖД входит в десятку красивейших железных дорог в мире. Её путь пролегает через таёжные и смешанные леса Поморья, периодически сменяющиеся болотными и озёрными пейзажами. Поезд едет 1,5 часа от Водогона до Белого озера. Дальнейшие пути заброшены, по ним не едут поезда.